# Sächsische Landstände

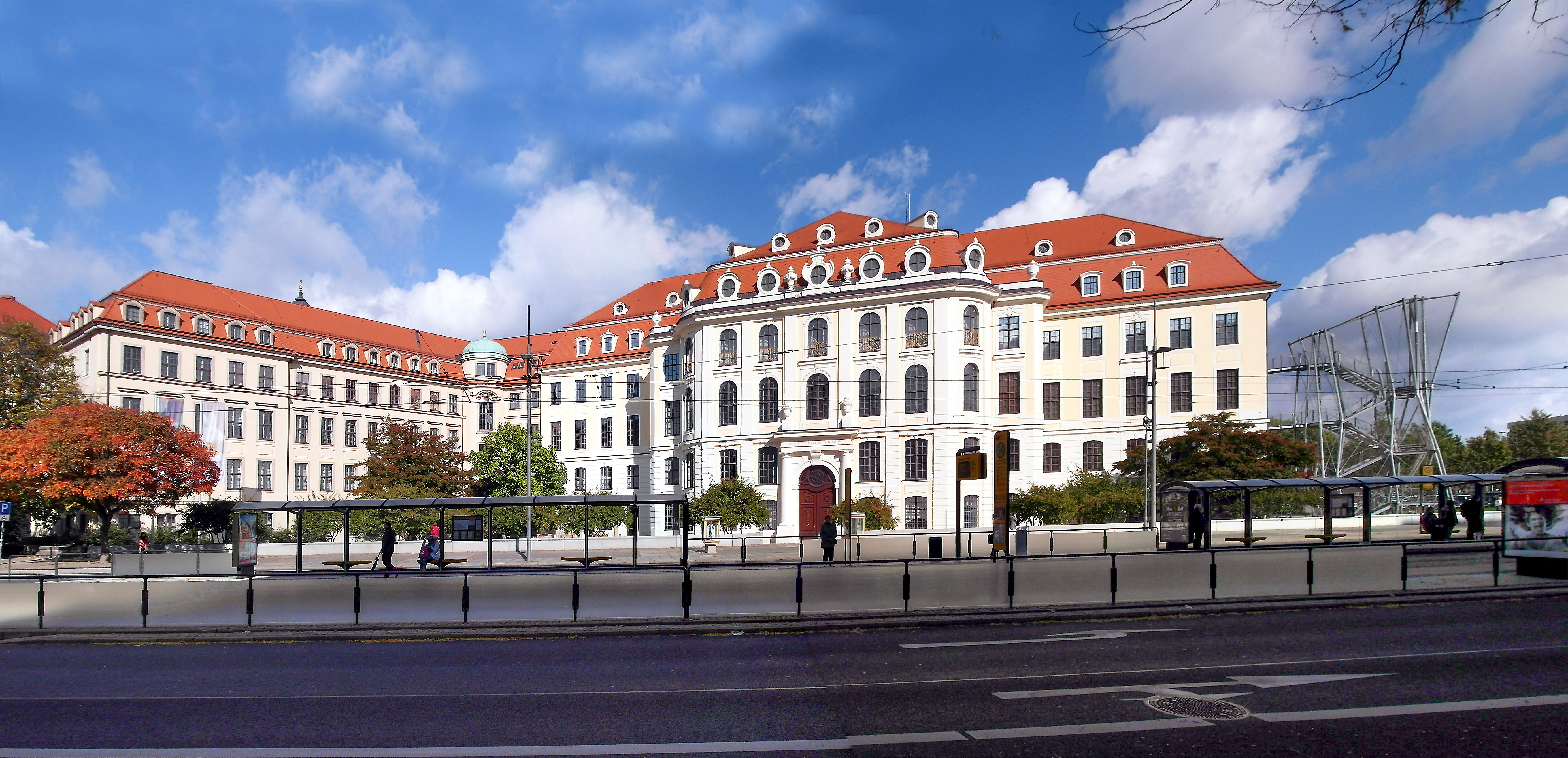
Das Dresdner Landhaus war von 1776 bis 1831 letzter Versammlungsort der Landstände.

Die sächsischen Landstände waren die Vertretung der Stände gegenüber dem jeweiligen Monarchen im wettinischen Kurfürstentum Sachsen bzw. ab 1806 im Königreich Sachsen. Die Ständeversammlung wurde 1438 formalisiert, ihre Tagungen wurden auch Landtag genannt. Mit der Verfassung von 1831 trat an die Stelle der Landstände ein Parlament im modernen Sinne, das ebenfalls Landtag oder Ständeversammlung genannt wurde. Die Oberlausitz, die ab 1635 von den sächsischen Herrschern in Personalunion regiert wurde, behielt bis 1831 ihre eigenen Landstände.

## Vorgeschichte: Entwicklung der Markgrafschaft Meißen zum sächsischen Ständestaat
Seit das Haus der Wettiner im Jahr 1089 mit der Markgrafschaft Meißen belehnt worden war, stützte sich die Macht des Fürsten auf eine Schicht waffentragender unfreier Dienstmannen. Da sie als Unfreie einen niedrigen sozialen Rang hatten, konnte sich der Fürst auf die Loyalität dieser unfreien Ministerialen, wie sie in den Urkunden bezeichnet werden, verlassen. Die Ministerialen waren über das gesamte Land in befestigten Wohnsitzen zerstreut, von wo aus sie dem Fürsten für militärische Einsätze zur Verfügung standen. Der Fürst übte seine Herrschaft aus, indem er von Ort zu Ort reiste und vor Ort auch Entscheidungen traf, Gericht abhielt und die Abgaben der hiesigen Bevölkerung in Form von Naturalien verbrauchte. Dabei konnten auch die Ministerialen der Region zur Beratung vom Fürsten herbeigerufen werden. So wurden die Ministerialen durch ihren Dienst zu erfahrenen und nützlichen Ratgebern, konnten dabei aber auch die Interessen der Landschaft vertreten, in der sie ansässig waren. Im Laufe des späten 13. Jahrhunderts entstand so aufgrund des Ansehens der Ministerialen aus der Schicht ehemals unfreier waffentragender Dienstmannen der niedere Adel.
Schließlich wurde 1293 eine wichtige Entscheidung gemeinsam von Fürst und der Gemeinschaft der ritterlichen Vasallen getroffen, weil letztere das Land gegenüber dem Fürsten vertraten. Anders als bei der 1215 vom englischen König ausgestellten Magna Carta zog der Markgraf von Meißen seine Untergebenen wohl freiwillig mit bei der Entscheidung ein. Dennoch zeigt dieser Vorgang die gewachsene Bedeutung der Vertreter des niederen Adels, die Entscheidung von 1293 ist der erste Schritt hin zur Mitbestimmung in der sächsischen Verfassungsgeschichte.
Im 14. Jahrhundert bildeten sich in allen Territorien des Reiches die Landstände aus, die zusammen in einem Spannungsverhältnis mit den Landesherren die Landespolitik bestimmten. Die Landstände waren Inhaber öffentlicher Gewalt unterhalb des Landesfürsten. Da die Landstände die Grundherrschaft ausübten, also direkt von den schaffenden Menschen ihrer Landschaft oder ihrer Stadt abhängig waren, vertraten sie eher die Interessen dieser Menschen als der Fürst selbst. Den ersten Stand bildete jedoch die höhere Geistlichkeit des Landes, die aufgrund der hohen Bedeutung der Kirche wichtige Ratgeber des Fürsten waren. Den zweiten Stand bildeten zum einen der niedere Adel, der aus den Ministerialen entstanden war, und zum anderen der höher einzustufende alte Adel. Die Vertreter der Städte, die sich von der adligen Grundherrschaft freigemacht hatten, bildeten den dritten Stand.
Dabei war die Landtagsfähigkeit in Kursachsen kein Personalrecht des Adels, sondern ein den Rittergütern anhaftendes Realrecht. Jedoch durften nur Rittergutsbesitzer aus altadeligem Hause die an ihrem Rittergut haftende Landstandschaft ausüben. Gelangte ein Rittergut jedoch in die Hände eines bürgerlichen oder briefadeligen Besitzers, so verfiel das Privileg der Landtagsteilnahme, da diese Rittergutsbesitzer das Recht auf den Landtagen zu erscheinen, in Ermangelung uradeligen Herkommens nicht ausüben durften.
Durch die Entstehung und den Ausbau des Städtewesens stieg im 12. und 13. Jahrhundert die Bedeutung der Geldwirtschaft. Dadurch nahm der Geldumlauf zu, wodurch Geld in Wirtschaft und Gesellschaft immer wichtiger wurde. Die Fürsten, die bisher von Naturalien und Dienstleistungen ihrer Untergebenen lebten, mussten zur Absicherung ihrer Macht auch nach Wegen suchen, um ihre Geldeinkünfte zu steigern. Daher baten die Fürsten der Markgrafschaft um eine Steuerabgabe bei den Bürgern. Diese Bede wurde wahrscheinlich nicht direkt an die steuerzahlenden Bürger und Bauern des dritten Standes gerichtet, sondern an die Vertreter des niederen Adel als Inhaber der Grundherrschaft, die über einen unmittelbaren Zugang zu den Stadt- und Dorfbewohnern verfügten. Das früheste überlieferte Bedeverzeichnis stammt aus dem Jahr 1314.
Um eine Bede bewilligt zu bekommen, versammelten die Markgrafen von Meißen 1350 in Leipzig die Vertreter des Adels und der wichtigsten Städte der Markgrafschaft sowie 1376 in Meißen die gesamten Landstände. Der Markgraf Friedrich IV. von Meißen aus dem Hause Wettin wurde 1423 mit dem zuvor askanischen Kurfürstentum Sachsen belehnt. In der Folgezeit verschmolz die Mark Meißen mit dem Kurfürstentum Sachsen und bildete dessen Kernterritorium (auch wenn die Kurwürde traditionell mit dem Herzogtum Sachsen-Wittenberg – den sächsischen Kurlanden – verbunden war). Durch den gesteigerten Geldbedarf des Landesherrn stieg deren Abhängigkeit von den Landständen. So beschwerten sich 1428 die versammelten Landstände über landesherrliche Amtleute, die die Gerichtsbarkeit der Stände behinderten. Um die Landstände bei der Geldbeschaffung hinter sich zu wissen, mussten die Landesherren Zugeständnisse machen.

## 1438 bis 1586: Formalisierte Versammlung als „Landtag“

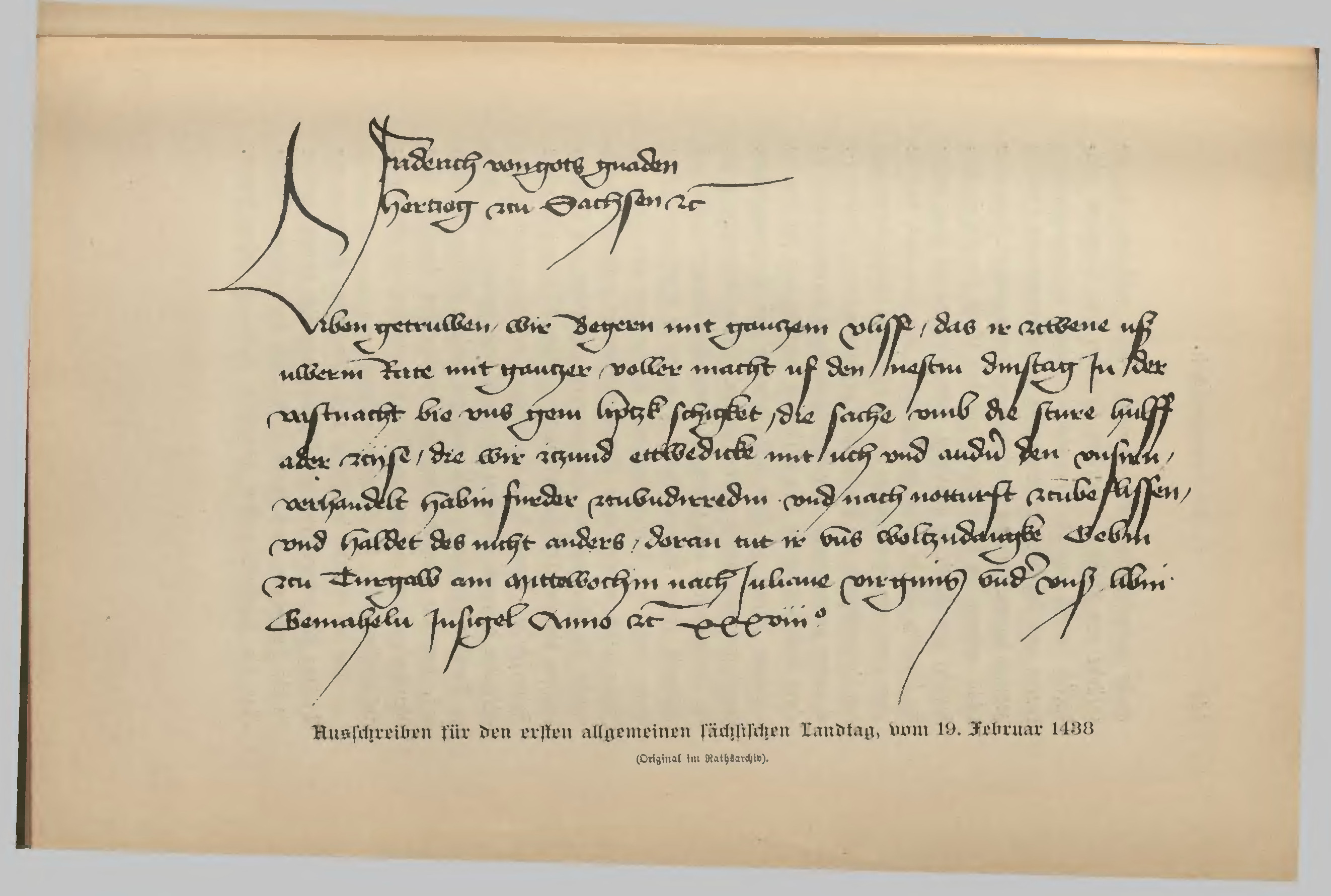
Ausschreiben für den ersten allgemeinen sächsischen Landtag, vom 19. Februar 1438

Die Landstände erreichten 1438 bei einer Versammlung in Leipzig als Ausgleichsleistung einer bewilligten Bede das Recht, sich zu gemeinsamen Versammlungen zu treffen, ohne von den Landesfürsten gerufen worden zu sein. Dadurch wurde der Landtag zu einer selbständigen Körperschaft, mit dessen Einmischung in die Landespolitik ständig zu rechnen war. Auf dem Landtag 1451 in Grimma setzte die Versammlung eine ständische Deputation zur Überwachung der Steuereinnahmen ein, bestehend aus 18 Mitgliedern, darunter sechs Bürger. Beim Streit der fürstlichen Brüder Friedrich und Wilhelm um die Altenburger Teilung 1445 setzten sich die Stände beider Landesteile für die Wahrung der Interessen des Landes ein. Im Jahr 1458 setzten sie ein Mitspracherecht über Krieg und Frieden durch. Bei all diesen Verhandlungen bewiesen die Landstände eine eigenständige Politik gegenüber den Landesfürsten.
Durch die Abhängigkeit der Landesfürsten von den Ständen bei der Bewilligung von Steuern wurde die Macht der Fürsten durch die Landstände eingeschränkt. Somit war um die Jahrhundertwende zum 16. Jahrhundert die ungeschriebene Landesverfassung des sächsischen Ständestaates voll ausgebildet.
In der Leipziger Teilung gliederten die wettinischen Brüder Ernst und Albrecht von Sachsen ihre Titel und Territorien auf: Die Albertiner herrschten nachfolgend über die einstige Mark Meißen (mit Dresden, Leipzig und Chemnitz – also weiten Teilen des heutigen Freistaats Sachsen) und erhielten den sächsischen Herzogstitel; die Ernestiner bekamen hingegen große Teile des heutigen Thüringen sowie die Kurlande rund um Wittenberg samt der dazugehörigen Kurwürde. Da die ständische Landesverfassung ungeschrieben blieb, war ihre Anwendung abhängig vom jeweiligen Charakter des Herrschers. Unter den Kurfürsten Ernst, Friedrich der Weise, Johann der Beständige und Johann Friedrich der Großmütige sowie den Herzögen Albrecht, Georg und Heinrich blieb das Mitbestimmungsrecht der Landstände uneingeschränkt gültig.
Der Herzog und spätere Kurfürst Moritz jedoch fühlte sich durch die Mitspracherechte der Landstände in seiner Entscheidungsfreiheit eingeschränkt: Er berief den Landtag nur selten ein und verhandelte lieber mit kleineren Ausschüssen des Landtages, weil er so hoffte, eher Zustimmung zu seinen Plänen zu erhalten. Die Rechte des Landtages stellte er aber nicht grundsätzlich in Frage. Im Sommer 1546 während des Schmalkaldischen Krieges und zwei Jahre später 1548, als der Kaiser eine Änderung der Kirchenordnung verlangte, berief er jeweils den Landtag ein, um sich bei seinen Entscheidungen beraten zu lassen. Infolge der Wittenberger Kapitulation 1547 ging ein großer Teil der zuvor ernestinischen Gebiete wie auch die Kurwürde an den Albertiner Moritz über. Dadurch entstand das albertinische Kursachsen mit der Hauptstadt Dresden, wie es im Wesentlichen bis Anfang des 19. Jahrhunderts bestand.
Moritz’ Bruder und Erbe August rief den Landtag im Gegensatz zu seinem Vorgänger oft zusammen. Auf dem Landtag 1577 in Torgau wurde eine Konkordienformel angenommen, die von kursächsischen Theologen erarbeitet wurde und die die meisten lutherischen Territorien des Reiches annehmen sollten. Durch diese Entscheidung wurde die Mitverantwortung der Landstände in der Kirchenpolitik deutlich. Die Landstände sahen es als ihre Aufgabe an, das lutherische Bekenntnis der sächsischen Kirche zu verteidigen.

## 1586 bis 1806: Behauptung der ständischen Verfassung im absolutistischen Zeitalter
Augusts Nachfolger Christian I. (Regierung ab 1586) stellte die Machtfrage gegenüber den Landständen, indem er sich vom lutherischen Glauben ab- und dem Calvinismus zuwandte. Sein Kanzler Nikolaus Krell versuchte, den Einfluss der lutherisch gesinnten Kräfte durch kleine Schritte zu umgehen oder zu brechen. Ziel von Krells Bemühungen war die Ausschaltung der Landstände als politischer Machtfaktor im Land. Jedoch starb 1591 Christian I. und damit Krells Beschützer, noch bevor dessen Bemühungen größere Erfolge zeitigten. Er wurde eingekerkert und nach zehn Jahren hingerichtet. Nach dem Tod Christians I. konnten die Landstände während der folgenden Vormundschaftsregierung von dessen Sohn ihre alte Stellung wiederherstellen.
Seit der Herrschaft Christians I. wurden bis zum Regierungsantritt Friedrich Augusts I. 1694 die Rechte der Landstände nicht mehr angefochten. Regelmäßig traten sie zu Landtagen zusammen, um Anregungen und Beschwerden für die Landesgesetzgebung vorzubringen. Außerdem wachten sie über die Einnahme und Verwaltung der Steuern. Im Jahr 1576 wurde ein Obersteuerkollegium gegründet, in dem zur Hälfte vom Landtag und zur anderen Hälfte vom Kurfürsten ernannte Räte über die Verwendung der eingenommenen Steuergelder wachten. Unter Johann Georg II. konnten die Landstände ihre Stellung weiter ausbauen, da zum einen die Stellung Johann Georgs II. durch das väterliche Testament (in dem dessen Erbe unter vier Brüdern aufgeteilt wurde) geschwächt wurde und sich der neue Kurfürst trotz seiner formalen Oberherrschaft durch mühsame Verhandlungen seine Vorherrschaft sichern musste, und zum anderen Johann Georg II. große Summen Geldes für kulturelle Prachtentfaltung benötigte und so den Landständen entgegenkommen musste.
Kurfürst Friedrich August I. verstand sich im Gegensatz zu seinen Vorgängern als absolutistischer Herrscher, der die Macht der Landstände einschränken oder völlig ausschalten wollte. Die polnische Krone kostete hohe Summen an Bestechungsgeldern, zudem benötigte sein fürstliches Repräsentationsbedürfnis und die damit verbundene barocke Kulturentfaltung am Hof in Dresden zusätzlich kontinuierlich hohe Geldeinnahmen. Die dazu notwendigen Gelder konnten und wollten die Stände dem Kurfürsten nicht bewilligen. Sein Wechsel zum Katholizismus, um den polnischen Königstitel annehmen zu können, schwächte jedoch seine machtpolitische Position in Sachsen zu sehr, um die Landstände auszuschalten. Um finanziell unabhängiger zu sein, schuf sich Friedrich August I. daher die Akzise, eine Verbrauchsteuer, bei der er bei der Verwaltung der Einnahmen nicht von den Ständen abhängig war. Jedoch konnten sich die Landstände trotz des absoluten Machtanspruches des Kurfürsten ihm gegenüber behaupten, und so blieb es während der Herrschaft Friedrich Augusts I. bei einem mühsam gegen die Stände verteidigten gemäßigten Absolutismus.
Nach dem Tod nicht nur des Kurfürsten Friedrich August II., sondern auch des langjährigen Premierministers Graf Brühl, und dem Ende des Siebenjährigen Krieges endete 1763 das Augusteische Zeitalter und die Verbindung zum polnischen Thron. Mit Kurfürst Friedrich Christian kam ein Herrscher an die Macht, der den Idealen der Aufklärung aufgeschlossen gegenüberstand, auch wenn er seine Entscheidungen wie seine beiden Vorgänger selbst traf. Friedrich Christian sah sich selbst als erster Diener des Staates. Auch die als Berater des Kurfürsten tätigen Männer, die dem Bürgertum entstammten, trachteten danach, möglichst viele Ideale der Aufklärung in ihrer täglichen Arbeit im Staatsleben zu verwirklichen. Zu jener Zeit existierten sogar Pläne, die Landstände nach dem Vorbild des englischen Parlamentes mit dem Recht zur Gesetzgebung auszustatten.

## 1806 bis 1831: Reformbestrebungen und Konstituierung eines modernen Parlaments
Zu Beginn des 19. Jahrhunderts gingen von den Ständen auf den Landtag 1811 Anregungen aus, die verschiedenen Verfassungs- und Verwaltungsstrukturen des 1806 von Napoleon gegründeten Königreichs Sachsen zu vereinheitlichen und so einen modernen zentral verwalteten Staat zu bilden. Jedoch wurde auf dem Wiener Kongress 1815 das Territorium des Königreiches aufgrund der Bündnistreue des sächsischen Königs zu Napoleon während der Befreiungskriege 1813 verkleinert, wodurch die Vorschläge der Landstände nicht verwirklicht werden konnten.
Nach dem Wiener Kongress wurden die Landstände im Zuge der Restauration in ihrer ursprünglichen Form von vor 1806 wiederhergestellt. Durch die in Sachsen einsetzende Industrialisierung begann eine wesentliche Veränderung innerhalb der Gesellschaft: Das Bürgertum wurde zur treibenden Kraft und in den Städten entstand eine wachsende Arbeiterschaft. Die Landstände mit ihren mittelalterlichen Wurzeln entsprachen in ihrer Zusammensetzung ganz offensichtlich nicht mehr dem Gefüge der Gesellschaft.
Die Vertreter der Landstände wurden als Vertreter der Reichen und Mächtigen im Lande angesehen, obwohl die Zusammensetzung den veränderten Verhältnissen hätte angepasst werden sollen. So entlud sich der Unmut des Bürgertums über die rückständigen Verhältnisse 1830 in Dresden über einen unbedeutenden Anlass. König Anton nahm die Unmutsbekundungen sehr ernst. Er entließ als erste Maßnahme den als verantwortlich für die Krise geltenden erzkonservativen Minister Graf Einsiedel und berief als dessen Nachfolger den liberalen Bernhard von Lindenau. Ein Jahr später stand als Ergebnis der Reformmaßnahmen der neuen Regierung die schriftlich festgelegte Verfassung vom 4. September 1831.
Letzter Versammlungsort der Sächsischen Landstände war von 1776 bis 1831 das zu diesem Zweck errichtete Landhaus in Dresden, der heutige Sitz des Dresdner Stadtmuseums.